# Литаври (фестиваль)
«Литаври» — міжнародний фестиваль інтеграції слова у сучасному арт-просторі.
Ідея проведення належить письменниці, очільниці громадської організації з Ніжина «Центр новітніх ініціатив і комунікації» Тетяні Винник, яка й стала головним організатором масштабного проекту. Фестивальні заходи проходили у Чернігові, Ніжині і Батурині 22-24 вересня 20126.
Фестиваль зібрав митців із 15 країн. У рамках «Литаврів» проведено понад півсотні літературних заходів (презентацій сучасних поетичних, прозових, літературознавчих книжок та книг-перекладів). Загалом у фестивалі взяли участь понад 100 людей.
До фестивалю організатори видали однойменний альманах, до якого увійшли твори понад 80 учасників фестивалю.